# 園田成苗
園田 成苗（そのだ なりなえ、宝永元年（1704年） - 天明5年12月29日（1786年1月28日））は、江戸時代中期の薩摩藩士。甲州別伝流兵学師範。諱は成苗。通称は与藤次。父で島津綱貴草履取りであった薩摩藩の初代甲州別伝流
師範の園田成芳より甲州別伝流を相伝。宝暦6年10月の『松平又三郎家中分限帳』に『無役之中通　蔵米50俵　異国船手当方　園田与藤次』とある。また、「三州御治世要覧」の『（安永7年10月2日の）当時役人』の無役之御近習通に園田与藤次の名がある。薩摩藩初代御軍師の園田成庸（与藤次）は孫にあたる。また門人に久保之英がいる。享年82。法号通發軒普山英傑居士。墓は松原山南林寺洲崎にあった。